# Csang Jüning
Csang Jüning (Zhang Yuning) (egyszerűsített kínai írással: 张玉宁; Csöcsiang (Zhejiang), 1997. január 5. –) kínai válogatott labdarúgó, aki a Werder Bremen játékosa kölcsönben a West Bromwich Albion csapatától.

## Pályafutása

### Klubcsapatban
A Csöcsiang Greentown akadémiáján nevelkedett, majd innen igazolt a holland SBV Vitesse csapatához. 2016. február 13-án debütált a bajnokságban a Heerenveen ellen, a 86. percben váltotta Valeri Kazaisvilit. Március 6-án a 2 perc alatt megszerezte első gólját csapatában a Roda ellen. 2017. július 3-án aláírt az angol West Bromwich Albion csapatához 3 évre, de kölcsönben a német Werder Bremenhez került.

### A válogatottban
Részt vett a 2012-es U16-os Ázsia-bajnokságon, ahol két gólt szerzett. 2016. június 3-án debütált a felnőtt válogatottban a Trinidad és Tobagó-i labdarúgó-válogatott elleni barátságos mérkőzésen két gólt szerzett és kiosztott egy gólpasszt is Zsentien Hunak.

## Sikerei, díjai
- SBV Vitesse
  - Holland kupa: 2016–17